# Anna Pachowicz
Anna Pachowicz, również Anna Jadwiga Pachowicz – polska naukowczyni historyk, doktor habilitowany nauk historycznych.
W latach 1992–1996 uczęszczała do IV Liceum Ogólnokształcącego w Tarnowie do klasy o profilu humanistycznym i tam zdała egzamin dojrzałości. W 2001 r. ukończyła studia wyższe na kierunku Historia na Wydziale Historycznym Uniwersytetu Jagiellońskiego w Krakowie. Ukończyła również podyplomowe studia dziennikarskie na UP JPII. W dniu 23 czerwca 2006 r. obroniła pracę doktorską pt. Działalność Komitetu Ministrów dla Spraw Kraju w latach 1939–1945, której promotorem był prof. dr hab. Wojciech Franciszek Rojek. W dniu 15 stycznia 2016 r. uzyskała habilitację po napisaniu pracy Towarzystwo Opieki nad Polakami we Francji 1941–1944. W 2006 r. rozpoczęła pracę w Państwowej Wyższej Szkole Zawodowej w Tarnowie, gdzie pracuje zajmując stanowisko profesora uczelni – Akademii Tarnowskiej, na Wydziale Administracyjno-Ekonomicznym.
Wchodzi w skład Rady Muzeum przy Muzeum Ziemi Tarnowskiej w Tarnowie. Jest członkinią Rady Naukowej periodyku „Kultura – Przemiany – Edukacja”, wydawanego przez Instytut Pedagogiki Uniwersytetu Rzeszowskiego. Związana jest z Wojniczem. W 2024 r. z rekomendacji dotychczasowego prezesa tarnowskiego oddziału Polskiego Towarzystwa Historycznego prof. Andrzeja Niedojadło została wybrana na trzyletnią kadencję nowym prezesem Oddziału. Otrzymała Medal 100-lecia Polskiego Czerwonego Krzyża w 2019 r., m.in. za tematykę podjętą w pracy habilitacyjnej.